# Williams FW
La Williams FW è una monoposto di Formula 1 costruita dalla scuderia Frank Williams Racing Cars per partecipare al campionato mondiale di Formula 1 1974 e al campionato mondiale di Formula 1 1975.

## Risultati completi
| Anno | Team         | Motore            | Gomme | Piloti     |     |     |     |     |     |     |     |     |    |     |     |     |     |     |     | Punti | Pos. |
| ---- | ------------ | ----------------- | ----- | ---------- | --- | --- | --- | --- | --- | --- | --- | --- | -- | --- | --- | --- | --- | --- | --- | ----- | ---- |
| 1974 | Iso Marlboro | Ford Cosworth DFV | F     | Merzario   | Rit | Rit | 6   | Rit | Rit | Rit | INF | Rit | 9  | Rit | Rit | Rit | 4   | Rit | Rit | 4     | 10º  |
| 1974 | Iso Marlboro | Ford Cosworth DFV | F     | Robarts    |     |     |     |     |     |     | NP  |     |    |     |     |     |     |     |     | 4     | 10º  |
| 1974 | Iso Marlboro | Ford Cosworth DFV | F     | Belsø      |     |     | Rit | NQ  |     |     | 8   |     |    | NQ  |     |     |     |     |     | 4     | 10º  |
| 1974 | Iso Marlboro | Ford Cosworth DFV | F     | van Lennep |     |     |     |     | 14  |     |     | NQ  |    |     |     |     |     |     |     | 4     | 10º  |
| 1974 | Iso Marlboro | Ford Cosworth DFV | F     | Jabouille  |     |     |     |     |     |     |     |     | NQ |     |     |     |     |     |     | 4     | 10º  |
| 1974 | Iso Marlboro | Ford Cosworth DFV | F     | Laffite    |     |     |     |     |     |     |     |     |    |     | Rit | NC  | Rit | 15  | Rit | 4     | 10º  |

| Anno | Team         | Motore            | Gomme | Piloti      |     |     |     |   |    |     |    |    |    |  |    |     |    |  | Punti | Pos. |
| ---- | ------------ | ----------------- | ----- | ----------- | --- | --- | --- | - | -- | --- | -- | -- | -- |  | -- | --- | -- |  | ----- | ---- |
| 1975 | Iso Marlboro | Ford Cosworth DFV | G     | Merzario    | NC  | Rit | Rit |   | NQ | Rit |    |    |    |  |    |     |    |  | 0     | 9º   |
| 1975 | Iso Marlboro | Ford Cosworth DFV | G     | Magee       |     |     |     |   |    |     | 14 |    |    |  |    |     |    |  | 0     | 9º   |
| 1975 | Iso Marlboro | Ford Cosworth DFV | G     | Migault     |     |     |     |   |    |     |    |    | NP |  |    |     |    |  | 0     | 9º   |
| 1975 | Iso Marlboro | Ford Cosworth DFV | G     | Ashley      |     |     |     |   |    |     |    |    |    |  | NP |     |    |  | 0     | 9º   |
| 1975 | Iso Marlboro | Ford Cosworth DFV | G     | Vonlanthen  |     |     |     |   |    |     |    |    |    |  |    | Rit |    |  | 0     | 9º   |
| 1975 | Iso Marlboro | Ford Cosworth DFV | G     | Zorzi       |     |     |     |   |    |     |    |    |    |  |    |     | 14 |  | 0     | 9º   |
| 1975 | Iso Marlboro | Ford Cosworth DFV | G     | I.Scheckter |     |     |     |   |    |     |    | 12 |    |  |    |     |    |  | 0     | 9º   |
| 1975 | Iso Marlboro | Ford Cosworth DFV | G     | Laffite     | Rit | 11  | NC  |   |    |     |    |    |    |  |    |     |    |  | 0     | 9º   |
| 1975 | Iso Marlboro | Ford Cosworth DFV | G     | Brise       |     |     |     | 7 |    |     |    |    |    |  |    |     |    |  | 0     | 9º   |

| Legenda | 1º posto     | 2º posto | 3º posto    | A punti         | Senza punti/Non class.  | Grassetto – Pole position Corsivo – Giro più veloce |
| Legenda | Squalificato | Ritirato | Non partito | Non qualificato | Solo prove/Terzo pilota | Grassetto – Pole position Corsivo – Giro più veloce |